# White People
Albums de Handsome Boy Modeling School
So... How's Your Girl?
(1999)
White People est le deuxième et dernier album studio de la Handsome Boy Modeling School, sorti le 9 novembre 2004.
L'album s'est classé 4e au Top Heatseekers, 79e au Top R&B/Hip-Hop Albums et 168e au Billboard 200.

## Liste des titres
| No  | Titre | Contient un (des) sample(s) de | Durée |
| --- | --- | --- | ----- |
| 1.  | Intro (featuring Father Guido Sarducci) | Wiegenlied: Guten Abend, Gute Nacht, Op. 49, No. 4 de Johannes Brahms | 1:08  |
| 2.  | If It Wasn't For You (featuring De La Soul et Starchild Excalibur) | The Poor People of Paris de Les Baxter The Mixed Up Cup de Clyde McPhatter | 4:37  |
| 3.  | Are You Down With It (featuring Mike Patton) | | 3:34  |
| 4.  | The World's Gone Mad (featuring Barrington Levy, Del the Funky Homosapien et Alex Kaprano)                                                                              | Why Can't People Be Colors Too? des Whatnauts | 5:24  |
| 5.  | Dating Game (featuring Hines Buchanan, Neelam et Tim Meadows) | | 3:08  |
| 6.  | Breakdown (featuring Jack Johnson) | Is It Him or Me de Jackie Jackson | 4:09  |
| 7.  | It's Like That / I Am Complete (featuring Casual) | Une petite musique de nuit de Wolfgang Amadeus Mozart | 4:50  |
| 8.  | I've Been Thinking (featuring Cat Power) | Last Tango in Paris de Chicken Curry and His Pop Percussion Orchestra | 5:24  |
| 9.  | Rock And Roll (Could Never Hip Hop Like This) Part 2 / Knockers (featuring Lord Finesse, Rahzel, Mike Shinoda, Grand Wizzard Theodore, Jazzy Jay et Chester Bennington) | Concerto n° 1 en mi majeur, op. 8, RV 269, « La primavera » (Le Printemps) d'Antonio Vivaldi String Quintet in E Major, Op. 11, No. 5 de Luigi Boccherini The Rockafeller Skank de Fatboy Slim | 7:16  |
| 10. | The Hours (featuring Chino Moreno, El-P et Cage) | Title Music de R.D. Burman | 4:28  |
| 11. | Class System (featuring Julee Cruise et Pharrell) | | 4:30  |
| 12. | First... And Then (featuring Dres) | | 4:19  |
| 13. | A Day in the Life / Good Hygiene (featuring RZA , A.G. et The Mars Volta)                                                                                               | Witches Brew de Plant and See | 5:36  |
| 14. | Greatest Mistake (featuring Jamie Cullum et John Oates) | | 4:19  |
| 15. | Dating Game Part 2 (featuring Hines Buchanan et Neelam) | | 0:36  |
| 16. | Outro (featuring Father Guido Sarducci) | | 5:26  |